# Thanh Khai
Thanh Khai là một xã thuộc huyện Thanh Chương, tỉnh Nghệ An, Việt Nam.
Xã Thanh Khai có diện tích 6.03 km², dân số năm 1999 là 4215 người, mật độ dân số đạt 699 người/km².